# The Inheritance (opera teatrale)
The Inheritance è un'opera teatrale in due parti del drammaturgo statunitense Matthew Lopez, debuttata a Londra nel 2018. Liberamente tratto da Casa Howard di Edward Morgan Forster, il dramma racconta di tre generazioni di uomini gay nella New York degli anni 2010. Al suo debutto a Londra nel marzo 2018 la pièce riscosse grandi consensi di critica e pubblico e vinse il Laurence Olivier Award alla migliore nuova opera teatrale nel 2019. L'anno dopo l'esordio, The Inheritance debuttò anche a Broadway, dove vinse il Tony Award alla migliore opera teatrale.
Il titolo The Inheritance si traduce in italiano come "L'eredità" e richiama sia il concetto di eredità materiale che quello di eredità culturale e spirituale. L'opera esplora il lascito della generazione colpita dall'AIDS alla comunità gay contemporanea, riflettendo su memoria, identità e responsabilità intergenerazionale.

## Trama

### Prima Parte

#### New York, 2015.
Toby Darling ed Eric Glass sono una coppia da sette anni e vivono in un elegante appartamento affacciato su Central Park, ereditato da Eric dalla nonna, una sopravvissuta all’Olocausto. Pur abitando in un edificio lussuoso, Eric non è facoltoso, ma ha potuto permettersi l’appartamento grazie a un contratto di affitto vincolato ai termini stabiliti dai suoi nonni. Tuttavia, la clausola è scaduta con la morte della nonna, avvenuta un anno prima, e ora Eric ha ricevuto una lettera che lo informa della possibile imminente revoca dell’affitto. Decide, però, di non condividere immediatamente la notizia con Toby.
Toby è uno scrittore ventinovenne dal passato misterioso, la cui notorietà è legata a un unico romanzo, Beloved Boy, che ha ottenuto un discreto successo tra i giovani lettori gay. Una sera, mentre è a letto con Toby, Eric gli chiede di sposarlo. Toby accetta, seppur con una certa riluttanza.
Qualche giorno dopo, durante un brunch con gli amici Jasper, Charles, Tristan e i due Jason, alla porta dell’appartamento si presenta un giovane di nome Adam. Il ragazzo è venuto a restituire a Eric una borsa che i due si erano accidentalmente scambiati in libreria. Per ringraziarlo, Eric gli regala una copia del suo libro. Sia Eric che Toby rimangono affascinati dal giovane, ma, quando gli amici iniziano a fargli domande sempre più personali, Adam si congeda. Poiché non gli hanno chiesto il nome, Eric non riesce a rintracciarlo su Facebook. 
Alcuni mesi dopo, Toby e Adam si incontrano nuovamente all’American Ballet Theatre. Poiché sta piovendo, Toby si offre di accompagnare Adam a casa sotto il suo ombrello. Durante il tragitto scopre che il giovane proviene da una famiglia altolocata, con genitori vicini agli Obama e una vasta rete di contatti influenti. Adam gli confida di essersi laureato in inglese ma di sognare di diventare attore. A sua volta, Toby gli racconta di stare adattando il proprio romanzo per il teatro. Tra i due si instaura un’intesa, ma alla fine Toby si congeda senza che accada nulla di significativo.
Col passare del tempo, Adam inizia a frequentare sempre più spesso Toby ed Eric, partecipando con loro a eventi culturali, tra cui spettacoli teatrali, proiezioni cinematografiche e visite a gallerie d’arte. Tra Adam ed Eric si sviluppa un rapporto particolarmente stretto e, un giorno, il giovane chiede all’amico di aiutarlo a ottenere un’audizione per il ruolo da protagonista nella pièce teatrale di Toby. Inoltre, propone a Eric di sperimentare un rapporto sessuale a tre. Eric, con grande disappunto di Toby, rifiuta l’idea del ménage, ma accetta di intercedere per Adam affinché possa ottenere il provino. Nonostante l’iniziale riluttanza, Toby sottopone Adam all’audizione e, constatandone il talento straordinario, decide di affidargli il ruolo principale nella produzione che debutterà a breve a Chicago.
Così, Toby e Adam lasciano New York per trasferirsi temporaneamente in Illinois, mentre Eric, rimasto solo, inizia a sentirsi sempre più isolato e sospettoso. Una sera, incontra in ascensore Walter, un vecchio amico, e, poiché entrambi sono soli in città, decidono di cenare insieme nei giorni seguenti.
Quando Eric si reca a casa di Walter, quest’ultimo gli racconta della sua lunga relazione con Henry, un imprenditore di successo con cui sta insieme da trentasette anni. Walter gli svela che, durante la crisi dell’AIDS, Henry acquistò una casa di campagna per lui, che la trasformò in un rifugio sicuro e amorevole per gli amici gay gravemente malati. Eric, incuriosito, gli chiede di raccontargli com’era la vita della comunità omosessuale negli anni Ottanta, in piena emergenza AIDS. Walter gli offre così un ritratto vivido e toccante di quel periodo drammatico, segnato dalla paura, dal dolore e dalla solidarietà.

### Atto II
Dopo la partenza di Toby, Eric si avvicina sempre di più a Walter, trovando in lui una figura paterna. Walter, consapevole della propria età avanzata, confida a Eric il desiderio che la casa di campagna diventi un luogo di memoria per coloro che sono morti durante la crisi dell’AIDS. Tuttavia, quando Walter muore improvvisamente, Henry, che aveva sempre faticato a comprendere l’impegno del compagno, decide di vendere la proprietà, ignorando il suo ultimo desiderio.
Intanto, la relazione tra Toby e Adam si deteriora. Adam, ormai una star emergente, si distacca gradualmente da Toby, che a sua volta inizia a mostrare segni di instabilità emotiva. Alla fine, Adam tronca ogni legame con lui. Devastato, Toby torna a New York e confessa a Eric di aver avuto una relazione con Adam. Tuttavia, il loro confronto è pieno di risentimento e si conclude con una rottura definitiva.
Nel frattempo, Henry, pentito per la decisione di vendere la casa di Walter, si avvicina a Eric e inizia a passare sempre più tempo con lui. I due frequentano mostre, teatri, ristoranti e concerti, e, alla fine, Henry decide di affittargli uno dei suoi appartamenti nel centro di New York a un prezzo ragionevole.
Toby, ormai in piena crisi, sprofonda nella solitudine e inizia a cercare conforto nella prostituzione. Una notte, assume un giovane escort di nome Leo, che ha una sorprendente somiglianza con Adam. Disperato, gli chiede di fingere di essere Adam e di dirgli che lo ama.
L’atto si conclude con un ultimo incontro tra Toby ed Eric nel vecchio appartamento, ormai vuoto. Eric ha impacchettato tutte le cose di Toby, inclusi gli oggetti appartenuti ai suoi genitori, ma Toby si rifiuta di prenderli, rifiutando simbolicamente il proprio passato.
A questo punto, il drammaturgo Edward Morgan Forster, che ha agito come narratore per gran parte della pièce, interviene con un commento metateatrale sull’importanza di affrontare il proprio passato per poter andare avanti. Toby, in un impeto di rabbia, lo interrompe e lo accusa di essere stato un vigliacco: Maurice, il suo romanzo a tematica omosessuale, scritto negli anni ’20, fu pubblicato solo postumo. Invece di sostenere i moti di Stonewall o aggiungere la propria voce alla letteratura LGBTQ+, Forster aveva scelto il silenzio. Lo scrittore, colpito dalla verità di queste parole, esce di scena.
Nel finale, Henry invita Eric a visitare la casa di campagna di Walter e il giovane accetta con entusiasmo. Una volta arrivati, mentre Henry è impegnato con il custode, Eric entra da solo nella casa. Qui, improvvisamente, gli appaiono i fantasmi di dozzine di uomini gay morti tra quelle mura, le persone che Walter aveva accudito con amore. Tra loro, Eric scorge Peter, il primo ospite che Walter aveva accolto.
L’atto si chiude su questa potente visione, lasciando Eric faccia a faccia con l’eredità della generazione che lo ha preceduto.

#### Atto III
Dopo la rottura con Eric, Toby si trova alla deriva, sempre più consumato dall’autodistruzione. Disperato e in preda ai suoi demoni, inizia a fare uso di droghe e a frequentare ambienti sempre più degradati. Il giovane escort Leo, che aveva incontrato in precedenza, diventa una presenza ricorrente nella sua vita. Attratto dall’innocenza e dalla vulnerabilità di Leo, Toby lo introduce nel proprio mondo fatto di eccessi e lo convince a trasferirsi nel suo appartamento.
Nel frattempo, il rapporto tra Eric e Henry Wilcox si approfondisce. Henry, che inizialmente sembrava un uomo d’affari pragmatico e distaccato, mostra un lato più vulnerabile. I due uomini trascorrono molto tempo insieme, visitano mostre d’arte, assistono a spettacoli teatrali e condividono lunghe conversazioni sulla vita e sulla memoria della comunità gay. Henry, affascinato dalla sincerità e dalla bontà di Eric, gli confessa di provare sentimenti per lui e gli chiede di sposarlo. Eric, sorpreso dalla proposta, si prende del tempo per riflettere.
Intanto, Toby sprofonda sempre più nel proprio abisso personale. Durante una serata particolarmente turbolenta, si scontra violentemente con Leo, accusandolo di averlo tradito. Tuttavia, è chiaro che il vero nemico di Toby è se stesso: incapace di affrontare il proprio passato, si rifugia in un vortice autodistruttivo dal quale sembra impossibile uscire.
Il viaggio alla casa di campagna
Eric accetta l’invito di Henry e insieme si recano alla casa di campagna di Walter, ormai vuota e in procinto di essere venduta. Appena varcata la soglia, Eric percepisce un’atmosfera densa di ricordi e di dolore. Mentre Henry è impegnato a parlare con il custode, Eric rimane solo e ha una visione: gli appaiono i fantasmi degli uomini morti in quella casa durante la crisi dell’AIDS. Sono anime silenziose, che osservano Eric con sguardi carichi di storia e sofferenza.
Uno di loro, Peter, il primo uomo che Walter aveva accolto, si avvicina a Eric e gli racconta la storia della casa: un rifugio per i malati, un luogo di amore e compassione in un’epoca segnata dall’indifferenza e dalla paura. Eric si rende conto dell’enorme importanza simbolica di quella casa e del sacrificio di Walter. Quando Henry rientra e gli chiede se voglia vivere lì con lui dopo il matrimonio, Eric rifiuta la proposta di matrimonio e, invece, gli chiede di mantenere la casa come un luogo di memoria, rispettando il desiderio di Walter. Henry, dopo un momento di esitazione, accetta.

### Seconda Parte

#### Primo atto
Henry non vuole fermarsi nella casa di campagna e, prima di tornare a New York, chiede ad Eric di sposarlo. Il ragazzo chiede del tempo per pensarci, ma intanto fa conoscere Harry ai suoi amici. Jasper, che ha portato anche il fidanzato Tucker, si infuria quando scopre che Henry è repubblicano e dopo aver doscusso animatamente di politica con il padrone di casa tronca l'amicizia con Eric. Il giovane è mortificato e accetta la proposta di Harry, che però gli dice che non è interessato q fare sesso con lui.
Intanto Toby fa una scenata ad Adam durante le prove e, dopo avergli tirato addosso il copione, viene espulso dalle prove. Seccato e umiliato, Toby comincia a frequentare regolarmente Leo e prova anche a rimettersi con Eric, che lo respinge. Toby allora porta con sé Leo a Fire Island, dove affitta una casa e compra al prostituto tutti i libri che vuole. Leo si innamora di Toby e rimane orribilmente deluso quando scopre che il suo ospite vuole che lui faccia sesso con amici e vicini per entrare nelle loro grazie: dopo un breve momento di felicità, Leo si sente un escort più che mai. Inaspettatamente, Toby gli chiede di essere il suo +1 alla notte della prima e Leo, non riuscendo a capire i sentimenti dello scrittore, gli rivela i suoi. La sera della prima di Loved Boy, Toby capisce che la sua opera è solo una grande bugia e sussurra a Leo di essere felice di consolidate quel momento con lui. Ma quando Leo vede Adam capisce di essere stato usato come surrogato dell'attore e prova a scappare via. Toby lo ferma, gli dice che lo ama e che si prenderà cura di lui e la coppia si riappacifa.
Nella tenuta di campagna a Dutchess County, Eric ed Henry si sposano in uno cerimonia intima, bruscamente interrotta dall'arrivo di Leo e Toby che, strafatto, cerca di "salvare" Eric. Alla fine i due vengono cacciati fuori, ma non prima che Eric abbia notato che il suo nuovo marito sembra conoscere il prostituto.

#### Secondo atto
Eric confronta Henry su Leo e scopre che il marito lo ha occasionalmente pagato per i suoi servizi negli ultimi due anni. Eric è ferito nello scoprire che Henry fa sesso, ma non con lui, e gli chiede come fosse la relazione con Walter. In una serie di flashback, il pubblico vede l'inizio della storia tra i giovani Walter ed Henry (già sposato e con figli) e di come l'uomo d'affari abbia smesso di amare (almeno apparentemente) Walter quel giorno in cui scoprì che aveva portato Peter a morire a Dutchess County. Eric si intenerisce e perdona Henry. Quella notte, Leo sogna di essere a Fire Island con E. M. Forster e lo scrittore racconta al ragazzo della genesi di Maurice e dell'eredità simbolica che gli uomini gay si lasciano attraverso generazioni con le loro storie di amori, persecuzioni, relazioni clandestine e calamità come l'AIDS. Al suo risveglio, Leo scopre che Toby l'ha abbandonato.
La vigilia di Natale del 2017 Eric ha una brutta sorpresa in occasione della tradizionale visita natalizia al New York City Ballet per vedere lo Schiaccianoci: amici e marito l'hanno disertato. Henry infatti è via per lavoro, Jasper ha interrotto ogni contatto da mesi, i Jasper sono andati in Pennsylvania per il primo Natale del figlio e Tristan raggiunge il foyer del teatro solo per annunciargli che si sta per trasferire in Canada: nell'America di Trump non c'è posto per un afroamericano sieropositivo. Demoralizzato, Eric va a trovare il marito in ufficio e pondera l'idea di donare soldi ed energie ad una causa filantropica, ma Henry lo distrae con la sorpresa di un viaggio sulle Alpi.
A una visita di controllo, Leo scopre di avere la bronchite e di essere positivo all'HIV: dopo lo shock initials, comincia a chiedersi quale degli uomini con cui ha fatto sesso per soldi negli ultimi mesi possa avergliela passata. Sconsolato e solo, cammina fino al palazzo in cui vive Toby, ma il portiere non lo lascia entrare. Inaspettatamente, Eric arriva, preoccupato perché l'ex non si fa sentire da mesi. Dopo aver corrotto il portiere, Eric e Leo entrano nell'appartamento di Toby e, non trovandolo, Eric prepara una valigia di abiti invernali da dare a Leo, a cui dà anche dei soldi. Leo è stupito dalla bontà dell'uomo di cui ha rovinato il matrimonio e, dopo essersi congedato da lui, cammina fino al teatro di Beloved Boy per vedere le foto di Adam, one versione più sana, più di successo e, semplicemente, migliore di lui.
Toby intanto rivela di essere scappato da New York dopo il matrimonio e di essersi rifugiato in Alabama. Lo scrittore ripercorre la storia della sua infanzia: cresciuto nel privilegio a Manhattan, il suicidio del padre quando aveva sette anni mise fine al lusso e causò l'alcolismo della madre. La donna si rifugiò nella natia Alabama dalla madre, che insegnò a Toby come pregare e gli disse che dio lo avrebbe sempre protetto. Ma Toby scoprì presto che non era così e divenne vittima di abusi e attacchi omofobi già dalle elementari. Toby capisce di essere davanti a un bivio, accettare e perdonare il passato o continuare a macerarsi nel dolore. Tuttavia, trova una terza soluzione: comincia a scrivere.

#### Terzo atto
Dopo un flashback in cui si vede un giovane Henry cederela casa di Dutchess County a Walter, Leo si sveglia nel letto di un cliente in pessime condizioni: non mangia da giorni, gli stanno cadendo i denti, è dipendente da metanfetamina. Esce dalla casa dell'uomo e brancola nelle strade di New York, fino ad arrivare al teatro in cui va in scena Beloved Boy. Qui si mette a piangere davanti a una foto di Adam, quello che lui considera la versione migliore di se stesso, ma viene notato e soccorso dallo stesso Adam. Leo chiede all'attore di contattare Eric Glass ed Adam, riconoscendo il nome del vecchio amico, lo fa. Adam porta Leo da Eric, che lo sfama, lava, riveste e sistema per la notte. Eric e Adam, che si sono persi di vista, si promettono di tornare ad essere buoni amici: in realtà, non si vedranno mai più.
Eric telefona a Henry a Dubai per informarlo della situazione ed annunciargli che si prenderà cura di Leo finché non si sarà completamente ristabilito. Vedendo rivivere la situazione già vissuta con Walter anni prima, Henry ordine al marito di buttare fuori Leo o andarsene anche lui. Ferito, Eric prende il ragazzo e lo porta a Dutchess County. Intanto Toby ha finito la sua nuova pièce, Lost Boy, che viene aspramente rigettata dal suo agente. Ritenendolo il suo lavoro migliore e una rettifica delle bugie scritte in Beloved Boy, Toby decide di inviarlo a tutti i suoi contatti email, tra cui Eric. Ricevuto il manoscritto, Eric telefona a Toby e lo invita a casa di Walter: lo scrittore accetta, avendo capito che è finalmente arrivata il momento di guarire e andare avanti.
Arrivati a Dutchess County, Eric e Leo incontrano Margaret Avery, la custode, che racconta loro la sua toccante storia. Dopo essersi rifiutata di parlare al figlio Michael perché gay per anni, Margaret venne a sapere che il ragazzo stava morendo di AIDS e che Walter se ne occupava in una tenuta a Dutchess Countt. Raggiunse la casa appena in tempo per veder morire il figlio e decise di restare per aiutare Walter a curare gli altri moribondi: insieme a lui assistette fino alla fine dozzine di giovani uomini, per poi seppellirli in giardino. Tipo due settimane - in cui Leo si è ragionevolmente ripreso - arriva Toby, a pezzi e con uno carriera conclusa. Leo lo aggredisce con un bicchiere ed Eric si prende cura del giovane amico, lasciando Toby a riflettere in veranda. Toby va in soffitta e finalmente apre gli scatoloni contenenti i ricordi dei suoi genitori. Trova anche una foto di sé scattata prima del suicidio del padre e, non riuscendo a trovare in sé alcuna traccia della purezza e gioia di quel bambino, Toby scrive un messaggio d'addio e si lancia con la macchina contro un muro di cemento. Henry, Tristan, Jasper e i Jason arrivano a Dutchess County per il funerale del vecchio amico ed Eric chiede ad Henry il divorzio: non perché non lo ami, ma perché sa che altrimenti non realizzerebbe niente. Henry accetta e rivela al marito che la casa in realtà appartiene a lui, essendogli stata lasciata da Walter nel suo letto di morte. Cinque anni più tardi, Eric incontrerà l'amore della sua vita, con cui vivrà fino alla morte avvenuta a novantasei anni. Leo Andrà al college e venti anni più tardi incontrerà il suo grande amore; morirà a 67 anni nella camera in cui morirono Michael e Peter e il suo corpo sarà seppellito nel piccolo cimitero della tenuta, così come anche quello di Toby ed Eric.

#### Epilogo
9 Ottobre 2022. È il giorno del quarantesimo compleanno di Eric e tutti si sono riuniti a Dutchess County per festeggiare. Leo ha una sorpresa speciale: ha pubblicato il suo libro, The Inheritance, in cui racconta la storia sua e di Toby e di Eric. Mentre gli altri si avviano alla festa, Henry vede Walter, gli chiede perdono per il tempo sprecato e riceve la sua benedizione.

## Personaggi
- Toby Darling – scrittore ventinovenne che, all’inizio del dramma, è impegnato in una relazione con Eric. Animo tormentato e dal passato misterioso, Toby ha scritto che un romanzo di discreto successo e da anni lavora alla sua riduzione teatrale.
  - Toby da bambino - Toby all'età di sette anni.
- Eric Glass – nipote di un’immigrata tedesca e proprietario dell’appartamento su Central Park, compagno di Toby e amico di Walter.
- Adam McDowell – figlio adottivo di una famiglia facoltosa, è un giovane omosessuale che ottiene il successo sulle scene nella pièce di Eric.
- Leo – giovane escort sieropositivo (interpretato dall’attore che interpreta Adam).
- Walter Poole – uomo di mezz’età malato di cancro, compagno di una vita di Henry e amico di Walter. Dopo la morte della moglie di Henry ha cresciuto i due ragazzi Wilcox come propri. 
  - Walter da giovane – Walter all’età in cui conobbe Henry
- Henry Wilcox – imprenditore di grandissimo successo, compagno di Walter e padre di Peter e Paul.
  - Henry da giovane – Henry all’età in cui conobbe Walter
- Margaret Avery - custode della tenuta a Dutchess County
- Edward Morgan Forster – grande scrittore della letteratura inglese del XX secolo, Forster è in narratore della pièce e aiuta i giovani protagonisti a raccontare la storia nella cornice metateatrale del dramma. È interpretato dall'attore che interpreta Walter.
- Charles e Paul Wilcox – figli di Henry, allevati da Walter, distruggono le ultime volontà dell’uomo sul destino della casa di campagna.
- Jasper – amico e capo di Eric
- Peter (fantasma) – giovane ragazzo gay malato di AIDS, Walter si occupò di lui nei suoi ultimi cinque giorni di vita. È interpretato dall'attore che interpreta Charles Wilcox.
- Personal Trainer - personal trainer e amante di Toby. È interpretato dall'attore che interpreta Charles Wilcox.
- Jason#1 – amico di Eric, sposato con Jason#2, i due aspettano un figlio.
- Jason#2 – amico afroamericano di Eric, sposato con Jason#1, i due aspettano un figlio.
- Tristan – amico di Eric, un infermiere afroamericano e sieropositivo.
- Tucker - ragazzo di Jasper. Interpretato dall'attore che interpreta Henry da giovane.

## Produzioni

### Londra, 2018
The Inheritance ha debuttato al Young Vic di Londra nel marzo 2018: la prima parte andò in scena per la prima volta il 1 marzo, la seconda il 9 marzo. La pièce resta in cartellone fino al 18 maggio. Stephen Daldry ha curato la regia e il cast comprende il premio Oscar Vanessa Redgrave (Margaret), John Benjamin Hickey (Henry), Andrew Burnap (Toby), Kyle Soller (Eric), Paul Hilton (Morgan/Forster), Samuel H. Levine (Adam/Leo), Hugo Bolton (Jasper), Robert Boutler (Charles/Peter), Hubert Burton (Henry da Giovane/Tucker/Syrus1), Lowe (Tristan), Michael Marcus (Paul/Jason#1), Luke Thallon (Walter da giovane) e Michael Walters (Jason#2).
Viste le recensioni positive dalle maggiori testate giornalistiche britanniche, Sonia Friedman ha prodotto la pièce nel suo trasferimento al Noel Coward Theatre del West End londinese dal 21 settembre 2018. Il cast rimane invariato dalla produzione del Young Vic, con l'eccezione di Jack Riddiford che rimpiazza Luke Thallon nel ruolo di Walter da giovane. Ancora una volta la recensioni sono state molto positive e nell'aprile successivo la pièce vinse il Laurence Olivier Award alla migliore nuova opera teatrale.

#### Broadway, 2019
Dopo il successo sulle scene londinesi, la produzione di The Inheritance diretta da Daldry è stata riproposta a Broadway, in cartellone all'Ethel Barrymore Theatre di New York dal 27 settembre 2019 al 15 marzo 2020, con la prima fissata per il 17 novembre. Il termine delle repliche era previsto per il 15 marzo, ma è stato anticipato all'11 in seguito alla chiusura di tutti i teatri di Broadway durante la pandemia di COVID-19 del 2019-2021. Per la prima statunitense Lopez ha revisionato il testo, modificando il finale del secondo atto della seconda parte ed eliminando diverse battute per accorciare la durata della rappresentazione. In totale, il dramma è rimasto in scena a Broadway per 46 anteprime e 132 repliche regolari (di cui 82 della prima parte e 50 della seconda). Le recensioni sono state generalmente positive, ma non entusiastiche come quelle al debutto londinese: il New York Times, in particolare, ha lamentato una certa superficialità nel trattamento dei temi, osservando che la qualità dell'opera non era necessariamente all'altezza delle ambizioni della stessa. Nonostante le recensioni più tiepide, The Inheritance ha ottenuto undici candidature ai Tony Award, vincendone quattro, tra cui quello per la migliore opera teatrale.
Kyle Soller, John Benjamin Hickey, Paul Hilton e Samuel H. Levine sono tornati ad interpretare i ruoli precedentemente ricoperti a Londra, mentre i nuovi membri del cast comprendevano Lois Smith (Margaret), Jordan Barbour (Tristan), Jonathan Burke (Agente di Toby), Darryl Gene Daughtry Jr. (Jason #1), Dylan Frederick (Walter da giovane), Kyle Harris (Jasper), Carson McCalley (Henry da giovane) e Arturo Luis Soria (Jason#2). Dal gennaio 2020 Hickley è stato sostituito da Tony Goldwyn nel ruolo di Herny Wilcox.

### Altri allestimenti
Nel settembre 2022 la duplice pièce è stata messa in scena alla Geffen Playhouse di Los Angeles; Mike Donahue ha ricreato la produzione originale di Daldry, con un cast che comprende Nic Ashe (Adam/Leo), Bill Brochtrup (Morgan/Walter Poole), Tantoo Cardinal (Margaret Avery), Juan Castano (Toby Darling), Adam Kantor (Eric Glass) e Tuc Watkins (Henry Wilcox).

## Riconoscimenti

### Londra, 2018
| Anno | Premio                        | Categoria                        | Nominato                        | Risultato       | Note   |
| ---- | ----------------------------- | -------------------------------- | ------------------------------- | --------------- | ------ |
| 2018 | Evening Standard Awards       | Migliore opera teatrale          | Migliore opera teatrale         | Vincitore/trice | [ 18 ] |
| 2018 | Evening Standard Awards       | Miglior regia                    | Stephen Daldry                  | Vincitore/trice | [ 18 ] |
| 2018 | Evening Standard Awards       | Miglior attore                   | Kyle Soller                     | Candidato/a     | [ 18 ] |
| 2019 | Critics' Circle Theatre Award | Migliore opera teatrale          | Migliore opera teatrale         | Vincitore/trice | [ 19 ] |
| 2019 | Critics' Circle Theatre Award | Miglior regia                    | Stephen Daldry                  | Vincitore/trice | [ 19 ] |
| 2019 | Critics' Circle Theatre Award | Miglior attore                   | Kyle Soller                     | Vincitore/trice | [ 19 ] |
| 2019 | Laurence Olivier Awards       | Migliore opera teatrale          | Migliore opera teatrale         | Vincitore/trice | [ 20 ] |
| 2019 | Laurence Olivier Awards       | Miglior attore                   | Kyle Soller                     | Vincitore/trice | [ 20 ] |
| 2019 | Laurence Olivier Awards       | Miglior attrice non protagonista | Vanessa Redgrave                | Candidato/a     | [ 20 ] |
| 2019 | Laurence Olivier Awards       | Miglior regia                    | Stephen Daldry                  | Vincitore/trice | [ 20 ] |
| 2019 | Laurence Olivier Awards       | Migliori scenografie             | Bob Crowley                     | Candidato/a     | [ 20 ] |
| 2019 | Laurence Olivier Awards       | Miglior lighting design          | Jon Clark                       | Vincitore/trice | [ 20 ] |
| 2019 | Laurence Olivier Awards       | Miglior sound design             | Paul Arditti & Christopher Reid | Candidato/a     | [ 20 ] |
| 2019 | Laurence Olivier Awards       | Miglior colonna sonora           | Paul Englishby                  | Candidato/a     | [ 20 ] |
| 2019 | South Bank Sky Arts Award     | Migliore produzione teatrale     | Migliore produzione teatrale    | Vincitore/trice | [ 21 ] |

### Broadway, 2019
| Anno | Premio                         | Categoria                                             | Nominato                           | Risultato       | Note   |
| ---- | ------------------------------ | ----------------------------------------------------- | ---------------------------------- | --------------- | ------ |
| 2020 | Drama Desk Award               | Migliore opera teatrale                               | Migliore opera teatrale            | Vincitore/trice | [ 22 ] |
| 2020 | Drama Desk Award               | Miglior regia                                         | Stephen Daldry                     | Vincitore/trice | [ 22 ] |
| 2020 | Drama Desk Award               | Miglior attore in un'opera teatrale                   | Kyle Soller                        | Candidato/a     | [ 22 ] |
| 2020 | Drama Desk Award               | Miglior attore non protagonista in un'opera teatrale  | Paul Hilton                        | Vincitore/trice | [ 22 ] |
| 2020 | Drama Desk Award               | Miglior attrice non protagonista in un'opera teatrale | Lois Smith                         | Vincitore/trice | [ 22 ] |
| 2020 | Drama Desk Award               | Miglior sound design in un'opera teatrale             | Paul Arditti & Christopher Reid    | Vincitore/trice | [ 22 ] |
| 2020 | Drama League Award             | Migliore opera teatrale                               | Migliore opera teatrale            | Vincitore/trice | [ 23 ] |
| 2020 | Drama League Award             | Miglior performance                                   | Paul Hilton                        | Candidato/a     | [ 23 ] |
| 2020 | GLAAD Media Award              | Migliore opera teatrale a Broadway                    | Migliore opera teatrale a Broadway | Vincitore/trice | [ 24 ] |
| 2020 | New York Drama Critics' Circle | Migliore opera teatrale                               | Migliore opera teatrale            | Candidato/a     | [ 25 ] |
| 2020 | Tony Award                     | Migliore opera teatrale                               | Migliore opera teatrale            | Vincitore/trice | [ 26 ] |
| 2020 | Tony Award                     | Miglior regia di un'opera teatrale                    | Stephen Daldry                     | Vincitore/trice | [ 26 ] |
| 2020 | Tony Award                     | Miglior attore protagonista in un'opera teatrale      | Andrew Burnap                      | Vincitore/trice | [ 26 ] |
| 2020 | Tony Award                     | Miglior attore non protagonista in un'opera teatrale  | John Benjamin Hickey               | Candidato/a     | [ 26 ] |
| 2020 | Tony Award                     | Miglior attore non protagonista in un'opera teatrale  | Paul Hilton                        | Candidato/a     | [ 26 ] |
| 2020 | Tony Award                     | Miglior attrice non protagonista in un'opera teatrale | Lois Smith                         | Vincitore/trice | [ 26 ] |
| 2020 | Tony Award                     | Miglior colonna sonora originale                      | Paul Englishby                     | Candidato/a     | [ 26 ] |
| 2020 | Tony Award                     | Miglior scenografia di un'opera teatrale              | Bob Crowley                        | Candidato/a     | [ 26 ] |
| 2020 | Tony Award                     | Migliori costumi di un'opera teatrale                 | Bob Crowley                        | Candidato/a     | [ 26 ] |
| 2020 | Tony Award                     | Miglior disegno luci di un'opera teatrale             | Jon Clark                          | Candidato/a     | [ 26 ] |
| 2020 | Tony Award                     | Miglior sound design di un'opera teatrale             | Paul Arditti &Christopher Reid     | Candidato/a     | [ 26 ] |